# Kurt von Scherf
Kurt Scherf, ab 1916 Ritter von Scherf (* 12. September 1866 in Ansbach; † 1. Dezember 1942) war ein bayerischer Offizier und Ritter des Militär-Max-Joseph-Ordens.

## Leben

### Herkunft und Familie
Scherf war Sohn eines Kavallerieoffiziers, zuletzt Rittmeister im Königlich Bayerischen 2. Chevaulegers-Regiment „Taxis“ und einer geborenen von Honberg. Seine Tochter Gilda (* 7. Oktober 1896; gestorben 3. April 1985) heiratete den deutschen Diplomaten Hans Riesser.

### Karriere
Bis zur vierten Klasse besuchte die Königliche Studienanstalt zu Ansbach. Nachfolgend absolvierte 1886 das Humanistische Gymnasium in Ansbach, trat danach der bayerischen Armee bei und erreichte so den Rang eines Unteroffiziers im Königlich Bayerischen 2. Ulanen-Regiment „König“. Am 18. Mai 1887 wurde er zum Fähnrich ernannt. Schon am 9. März 1889 erfolgte seine Beförderung zum Sekondeleutnant im selben Regiment. Zum 1. Oktober 1900 wurde er im Range eines Oberleutnants und als Regimentsadjutant zur bayerischen Kriegsakademie in München kommandiert. 1903 absolvierte er erfolgreich die Kriegsakademie mit der Eignung zum Generalstab, Höherer Adjutantur und Lehrfach. Am 28. Oktober 1903 erhielt er das Patent zum Rittmeister. In diesem Rang wirkte er als Eskadronschef im Königlich Bayerischen 3. Chevaulegers-Regiment „Herzog Karl Theodor“, bis er 1905 als Hauptmann zur Zentralstelle des bayerischen Generalstabes kommandiert wurde. In seiner Münchener Wohnung in der Amalienstraße 10 wohnte er im selben Geschoss wie der bayerische Generalmajor Eugen Rosenbusch. Später zog er in die Ludwigstraße 17a, wo zu seinen Nachbarn der spätere Generalmajor Hugo Sondinger, der Verleger Lothar Joachim und der Bankier Robert Fränkel gehörten. 1908 erfolgte seine Beförderung zum Major ohne Patent. Auch wurden ihm im selben Jahr der Orden der Eisernen Krone Ritter III. Klasse und der rote Adlerorden Ritter IV. Klasse verliehen.
Am 14. August 1908 erfolgte seine Versetzung zum Generalstab der 4. Königlich Bayerischen Division. Dort wurde ihm der Militärverdienstorden IV. Klasse verliehen. 1910 erfolgte in dieser Position seine Pensionierung. Nach Ausbruch des Ersten Weltkrieges erfolgte seine Wiederverwendung als Staffelführer im 2. Bayerischen-Artillerie-Regiment. Nach Kämpfen in Lothringen erhielt er Mitte September 1914 das Eiserne Kreuz II. Klasse. Am 2. Oktober desselben Jahres wurde er mit der Führung des Königlich Bayerischen 22. Infanterie-Regiment „Fürst Wilhelm von Hohenzollern“ betraut. In dieser Position gelang ihm die Eroberung zahlreicher Orte und Dörfer, wofür ihm das Eiserne Kreuz I. Klasse verliehen wurde. Bei den Kämpfen um Mont-Saint-Éloi wurde Scherf schwer verwundet.
Nach seiner Genesung leistete er Dienst im Stab des Generalkommandos des 2. Artillerie-Regiments, bis er im Juli 1915 zum Kommandeur des Königlich Bayerischen 1. Schwere-Reiter-Regiment „Prinz Karl von Bayern“ ernannt wurde. In dieser Zeit wurde ihm für persönlichen Wagemut und erfolgreichen Einsatz als Regimentskommandeur am 4. August 1915 ihm der Militär-Max-Joseph-Orden verliehen. Auch wurde ihm 1916 das braunschweigische Kriegsverdienstkreuz verliehen. 1916 erhielt er das Patent zum Oberstleutnant. Danach wurde er vorübergehend zur Disposition gestellt. Nach kurzem Ruhestand kommandierte er vom 15. Dezember 1918 bis zum 1. Februar 1919 die 5. Königlich Bayerische Kavallerie-Brigade. 1919 erfolgte seine Ernennung mit dem Charakter des Obersts und anschließender Ausscheidung aus der bayerischen Armee.
Seine Auszeichnungen und Orden sind im Bayerischen Armeemuseum in Ingolstadt zu finden.

## Werke
- Die Entwicklung der Beamtenbewegung und ihre Interesenvertretung. Dissertation, 1919
- Verkehrspolitische Probleme in Vorderasien. Vortrag, 1935